# Crise de reféns de Loyada
A crise de reféns de Loyada ocorreu em 3 de fevereiro de 1976, militantes independentistas da Frente de Libertação da Costa Somali (FLCS) fizeram reféns os ocupantes de um ônibus escolar em Djibuti, então localizado no Território Francês dos Afars e Issas (TFAI). No dia seguinte, a 13ª DBLE, uma companhia de legionários do 2e REP e snipers do Grupo de Intervenção da Gendarmaria Nacional (GIGN) tomaram de assalto o ônibus, matando os sequestradores presentes e libertando a maioria dos reféns, com duas crianças mortas pelos terroristas.
Este evento, ao mostrar as dificuldades de manutenção da presença colonial francesa no Djibuti, é um passo importante na ascensão do território à independência.

## Antecedentes
Em 1896, a França estabeleceu oficialmente a Somalilândia Francesa. No Chifre da África, o pequeno entreposto era um local importante e estratégico, conhecido como porta de entrada para o Mar Vermelho, através do Canal de Suez, que conectava o Mar Mediterrâneo ao Oceano Índico. Em 1960, no âmbito da descolonização da África, a vizinha Somália (então colônia britânica) conquistou sua independência, e o novo Estado reivindicou a Somalilândia Francesa. Três anos depois, em 1963, uma nova organização guerrilheira foi criada: a Frente de Libertação da Costa Somali (em francês:  Front de Libération de la Côte des Somalis, FLCS). Patrocinada pelo novo governo somaliano, seu objetivo declarado era libertar o pequeno território francês e conectá-lo à Somália.
Em 1967, a Somalilândia Francesa foi oficialmente renomeada como Território Francês dos Afars e Issas (em francês:  Territoire français des Afars et des Issas, TFAI) após um referendo. Três anos depois, em 1970, a FLCS lançou seu primeiro ataque terrorista: um atentado a bomba contra um bar em Djibuti, a capital do TFAI. Entre 1974 e 1975, ocorreram violentas manifestações pró-independência no país, organizadas por militantes da FLCS. Em 25 de março de 1975, a mesma organização sequestrou o embaixador francês na Somália para trocá-lo por dois membros presos da FLCS. Em 31 de dezembro de 1975, foram realizadas em Paris pré-negociações sobre a independência do TFAI entre autoridades francesas e do TFAI. Em 30 de janeiro de 1976, representantes do TFAI apresentaram uma queixa formal à Organização da Unidade Africana (OUA) contra a Somália e apelaram ao governo somali para que mudasse sua atitude "negativa e obstrucionista" em relação à TFAI.

## A captura do ônibus
Em 3 de fevereiro de 1976 às 7:15h, um ônibus escolar que transportava 31 filhos de soldados de diferentes bases francesas foi sequestrado por ativistas armados pela independência no distrito de Ambouli, na altura da cidade do Progresso. Depois de atravessar a barragem que circunda o Djibuti, depois de 15km de pista, chega-se a Loyada, um posto de fronteira com a Somália. No final da manhã, após negociações iniciais que levaram à libertação de um jovem refém, os primeiros sequestradores levaram o ônibus para terra de ninguém a cerca de dez metros do posto de fronteira somiliano. Segundo Ahmed Dini, havia seis sequestradores que tentavam deixar a cidade onde eram procurados. Uma vez na fronteira, os quatro primeiros sequestradores são substituídos por outros que se revezam no ônibus e apresentam reivindicações políticas inspiradas na República Democrática da Somália. Os novos sequestradores são do Djibuti e da Somália. Diz-se que seis deles se juntaram à polícia do Djibuti após a independência em junho de 1977. De acordo com ex-reféns e pessoas presentes quando a tomada de reféns começou em Ambouli, inicialmente havia quatro sequestradores e outros vieram depois da Somália.
O ônibus, com 31 crianças a bordo, o motorista, que é um jovem conscrito, que será acompanhado por uma assistente social do Exército — que então se voluntaria para apoiar as crianças feitas reféns —, está imobilizado na terra de ninguém entre os territórios francês e somali, a apenas dez metros do posto fronteiriço somali de Lawyacado.

## A operação militar
As forças armadas francesas foram imediatamente colocadas em alerta assim que a tomada de reféns começou. A 2ª Companhia do 2º Regimento Estrangeiro de Paraquedistas (2º REP), comandado pelo Capitão André Soubirou, em missão de curta duração na 13ª Meia-Brigada da Legião Estrangeira, deixa o Djibuti para se deslocar perto do posto de fronteira. Foi reforçado à noite pelos blindados leves Panhard AML do esquadrão de reconhecimento. Do outro lado da fronteira, soldados somalis tomaram posições atrás de arame farpado, aconselhados por agentes do Pacto de Varsóvia. A noite cai, e é impossível adivinhar as intenções dos sequestradores, exceto aquelas relacionadas às suas exigências, que expressam sua disposição de matar as crianças caso não tenham sucesso.
Em 4 de fevereiro, no início da manhã, um grupo de nove atiradores de elite do Grupo de Intervenção da Gendarmaria Nacional (GIGN), liderado pelo Tenente Christian Prouteau, chegou da França continental. Eles estão instalados a cerca de 180m do ônibus, em frente ao palmeiral próximo ao posto de fronteira francês, perto dos atiradores de elite do 13º DBLE e 2º REP já em posição. A 300m do ônibus, a companhia do 2º REP permanece de prontidão no palmeiral a oeste do ônibus, ao redor do posto do grupo nômade autônomo. Os AML do Esquadrão de Reconhecimento da 13ª DBLE estão 500 metros ao norte da posição, onde um esquadrão gendarmaria móvel também está de prontidão.
O ônibus com seus passageiros ainda está parado no mesmo local. Os sequestradores teriam sido reforçados por elementos vindos da Somália. Soldados somalianos regulares estão posicionados em ambos os lados do posto de fronteira.
O General Pierre Brasart, comandante das Forças Armadas Francesas do Território dos Afares e Issa (TFAI), dirige as operações de seu posto de comando localizado entre o palmeiral e outras posições militares francesas.
Às 15h45, os snipers do GIGN abriram fogo e mataram cinco sequestradores (um dos quais foi morto pelo segundo tiro), usando nesta ocasião pela primeira vez a técnica de "disparo simultâneo" desenvolvido em 1974:cada atirador indica em código por rádio quando tem a oportunidade de abrir fogo contra o alvo. Quando todos estiverem prontos, a ordem de atirar é dada pelo termo "zero". Cada atirador conta então três segundos e dispara.
Nos dez minutos seguintes, o GIGN matou outros sequestradores. Soldados somalis posicionados do outro lado da fronteira responderam, principalmente com metralhadoras MG42 posicionadas no palmeiral. Do posto de fronteira, outros soldados também atiraram nos gendarmes do GIGN e nos legionários que se precipitaram em direção ao ônibus. Um sexto sequestrador, que provavelmente saiu do posto de fronteira da Somália, conseguiu entrar no ônibus e sequestrar uma criança antes de ser morto por um gendarme do GIGN e um legionário quando eles entraram no ônibus. Na queda, o sequestrador teria esvaziado o carregador da sua arma aleatoriamente e ferido várias crianças, incluindo duas meninas que não sobreviveram.
De acordo com as crianças e o motorista, o sexto terrorista, que provavelmente veio da passagem de fronteira, caminhou ao lado do ônibus antes de atirar no canto traseiro direito do veículo. Foi este tiro que matou a jovem Nadine Durand e feriu gravemente o motorista do ônibus, o soldado Jean-Michel Dupont, bem como várias outras crianças, incluindo a jovem Valérie Geissbuhler, que morreu na semana seguinte ao seu repatriamento para Paris. No entanto, uma teoria afirma que Nadine Durand foi morta por um tiro de um soldado francês.
Ao mesmo tempo, a 2ª Companhia do REP inicia o ataque enquanto os AML se posicionam em fila de frente para a fronteira. Os legionários foram atingidos por tiros de armas automáticas do lado somaliano, que foram rapidamente neutralizados pelos AML. As seções da 2ª Companhia entra no ônibus e retira as crianças e os dois adultos que são levados para um local seguro. Às 16h05, a ação é concluída.

## Resultado
- 2 meninas foram mortas: Nadine Durand, que morreu no local, e Valérie Geissbuhler, que morreu em 7 de fevereiro depois de ser transferida e operada no hospital Val-de-Grâce, em Paris;
- Outras cinco crianças ficaram feridas, várias delas gravemente, e algumas permanecerão incapacitadas para o resto da vida, como Josiane Rajerison e David Brisson. Após perder o olho esquerdo e parte do rosto devido aos repetidos golpes da coronha do fuzil de um sequestrador, David fez sua primeira tentativa de suicídio em meados da década de 1980 e acabou cometendo suicídio em 2014. Às vezes é considerado como a "Terceira vítima de Loyada";[15][16]
- Um menino de seis anos, Franck Rutkovsky, foi levado para Hargeisa, na Somália, e foi libertado no espaço de uma semana na embaixada francesa em Mogadíscio, após longas negociações;[17]
- Dois militares não-combatentes, nomeadamente o motorista do ônibus, Jean-Michel Dupont, e a assistente social Jehanne Bru, ficaram feridos,[12]
- Tenente Jean-Jacques Doucet, chefe da 1º Seção da 2ª Companhia, ficou gravemente ferido na ação;
- 7 sequestradores foram mortos;
- O número de soldados somalianos mortos no confronto permanece desconhecido. De acordo com a contagem do governo somaliano de 10 de fevereiro, 15 somalianos foram mortos e 14 ficaram feridos.[18]

## Pedido de reconhecimento do estatuto de vítima
Em 2019, as famílias das vítimas quebraram o silêncio e exigiram reparações do Estado. Hans Geissbuhler, um ex-piloto de helicóptero de elite, de 75 anos, permaneceu em silêncio por muito tempo sobre a perda de sua filha Valerie, de 7 anos. Durante 43 anos, as famílias das vítimas nunca se encontraram, mas depois dos ataques do Bataclan, Paul Vitani, irmão mais velho de dois reféns, comprometeu-se a reuni-los e a fazer com que fossem reconhecidos como vítimas do ataque através de uma associação: "Os esquecidos de Loyada" (em francês:  Les oubliés de Loyada). Para Geissbuhler e o ex-refém Frank Rutkovsky, esta iniciativa é uma oportunidade rara de receber apoio porque, dizem eles - "O Estado nos abandonou" - evocando a dor da perda, a filha mais nova traumatizada, a família despedaçada e a falta de respostas às cartas desde 1976.

## Cultura popular
Esses eventos reais serviram de base para o roteiro do filme franco-belga L'Intervention, lançado em 2019, e que apresenta muitas diferenças da realidade na história, o que fica claro no final do filme.

## Filmografia
- L'Intervention (2019), filme franco-belga de Fred Grivois . Ficção inspirada na situação dos reféns. Mas o enredo se desvia significativamente dos relatos oficiais ou das narrativas dadas pelos atores principais.